# 白井智之
白井 智之（しらい ともゆき、1990年 -）は、日本の推理作家。千葉県印西市生まれ。東北大学法学部卒業。在学中はSF・推理小説研究会に所属。
2014年10月、第34回横溝正史ミステリ大賞の最終候補作となった『人間の顔は食べづらい』で有栖川有栖、道尾秀介の推薦を受けデビュー。第2作『東京結合人間』では綾辻行人の推薦を受け、「鬼畜系特殊設定パズラー」の称号を授けられた。

## 作風
アンモラルな世界観や人物造形、唯一無二の特殊設定と、緻密に組み上げられるロジックを得意とする。

## 受賞・候補歴
太字が受賞したもの
- 2014年 - 『人間の顔は食べづらい』で第34回横溝正史ミステリ大賞候補。
- 2016年 - 『東京結合人間』で第69回日本推理作家協会賞（長編及び連作短編集部門）候補[4]。
- 2017年 - 『おやすみ人面瘡』で第17回本格ミステリ大賞（小説部門）候補[5]。
- 2023年 - 『名探偵のいけにえ 人民教会殺人事件』で第76回日本推理作家協会賞（長編および連作短編集部門）候補、第23回本格ミステリ大賞（小説部門）受賞[6]。
- 2024年 - 『エレファントヘッド』で第24回本格ミステリ大賞（小説部門）候補[7]。
- 2025年 - 『ぼくは化け物きみは怪物』で第25回本格ミステリ大賞（小説部門）候補[8]。

## ミステリ・ランキング
- 週刊文春ミステリーベスト10
  - 2020年 - 『名探偵のはらわた』12位
  - 2022年 - 『名探偵のいけにえ 人民教会殺人事件』2位
  - 2023年 - 『エレファントヘッド』4位
  - 2024年 - 『ぼくは化け物きみは怪物』6位

- このミステリーがすごい!
  - 2016年 - 『東京結合人間』16位
  - 2017年 - 『おやすみ人面瘡』8位
  - 2020年 - 『そして誰も死ななかった』29位
  - 2021年 - 『名探偵のはらわた』8位
  - 2023年 - 『名探偵のいけにえ 人民教会殺人事件』2位
  - 2024年 - 『エレファントヘッド』4位
  - 2025年 - 『ぼくは化け物きみは怪物』9位

- 本格ミステリ・ベスト10
  - 2016年 - 『東京結合人間』8位
  - 2017年 - 『おやすみ人面瘡』5位
  - 2019年 - 『少女を殺す100の方法』8位
  - 2020年 - 『そして誰も死ななかった』5位、『お前の彼女は二階で茹で死に』21位
  - 2021年 - 『名探偵のはらわた』3位
  - 2022年 - 『ミステリー・オーバードーズ』18位
  - 2023年 - 『名探偵のいけにえ 人民教会殺人事件』1位
  - 2024年 - 『エレファントヘッド』1位
  - 2025年 - 『ぼくは化け物きみは怪物』2位

- ミステリが読みたい!
  - 2019年 - 『少女を殺す100の方法』16位
  - 2021年 - 『名探偵のはらわた』20位
  - 2023年 - 『名探偵のいけにえ 人民教会殺人事件』4位
  - 2024年 - 『エレファントヘッド』7位
  - 2025年 - 『ぼくは化け物きみは怪物』3位

- MRC大賞
  - 2022年 - 『名探偵のいけにえ 人民教会殺人事件』3位
  - 2023年 - 『エレファントヘッド』3位
  - 2024年 - 『ぼくは化け物きみは怪物』10位

## 作品リスト

### 長編
- 人間の顔は食べづらい（角川書店 2014年10月 ISBN 978-4-04-102139-2 / 角川文庫 2017年8月 ISBN 978-4-04-105613-4[9]）
- 東京結合人間（角川書店 2015年9月 ISBN 978-4-04-1034743 / 角川文庫 2018年7月 ISBN 978-4-04-107011-6[10]）
- おやすみ人面瘡（KADOKAWA 2016年10月 ISBN 978-4-04-104628-9 / 角川文庫 2019年9月 ISBN 978-4-04-108435-9）
- そして誰も死ななかった（KADOKAWA 2019年9月 ISBN 978-4-04-108434-2 / 角川文庫 2022年1月 ISBN 978-4-04-112162-7）
- 名探偵のいけにえ 人民教会殺人事件（新潮社 2022年9月 ISBN 978-4-10-353522-5）
- エレファントヘッド（KADOKAWA 2023年9月 ISBN 978-4-04-114178-6）

### 短編集・連作短編集
- 少女を殺す100の方法（光文社 2018年1月 ISBN 978-4-334-91201-7 / 光文社文庫 2020年12月 ISBN 978-4-334-79128-5）
  - 収録作品：少女教室[11] / 少女ミキサー[12] / 「少女」殺人事件 / 少女ビデオ 公開版 / 少女が街に降ってくる / ヴィレッジヴァンガードで少女を殺す方法（文庫版のみ）[13] / ときわ書房で少女を殺す方法（文庫版のみ）[13] / 下狢書店で少女を殺す方法（文庫版のみ）[13]
- お前の彼女は二階で茹で死に（実業之日本社 2018年12月 ISBN 978-4-408-53735-1 / 実業之日本社文庫 2022年8月 ISBN 978-4-408-55748-9）
  - 収録作品：ミミズ人間はタンクで共食い[14] / アブラ人間は樹海で生け捕り / トカゲ人間は旅館で首無し / 水腫れの猿は皆殺し / 後始末
- 名探偵のはらわた（新潮社 2020年8月 ISBN 978-4-103-53521-8 / 新潮文庫 2023年2月 ISBN 978-4-101-04481-1）
  - 収録作品：【記録】 / 神咒寺事件 / 八重定事件 / 農薬コーラ事件 / 津ヶ山事件 / 顛末
- ミステリー・オーバードーズ（光文社 2021年5月 ISBN 978-4-334-91401-1 / 光文社文庫 2023年11月 ISBN 978-4-334-10118-3）
  - 収録作品：グルメ探偵が消えた / げろがげり、げりがげろ / 隣の部屋の女 / ちびまんとジャンボ / ディティクティブ・オーバードーズ
- 死体の汁を啜れ（実業之日本社 2021年8月 ISBN 978-4-408-53791-7 / 実業之日本社文庫 2025年4月 ISBN 978-4-408-55941-4）
  - 収録作品：前日譚 / 豚の顔をした死体 / 何もない死体 / 血を抜かれた死体 / 膨れた死体と萎んだ死体 / 折り畳まれた死体 / 屋上で溺れた死体 / 死体の中の死体 / 生きている死体 / 後日譚
- ぼくは化け物きみは怪物（光文社 2024年8月 ISBN 978-4-334-10403-0）
  - 収録作品：最初の事件 / 大きな手の悪魔 / 奈々子の中で死んだ男 / モーティリアンの手首 / 天使と怪物

### アンソロジー
「」内が収録されている白井智之の作品 
- 『謎の館へようこそ 黒 新本格30周年記念アンソロジー』（講談社タイガ 2017年10月 ISBN 978-4-06-294094-8）「首無館の殺人」
- 『ベスト本格ミステリ2018』（講談社ノベルス 2018年6月 ISBN 978-4-06-511821-4）「首無館の殺人」
- 『平成ストライク』（南雲堂 2019年4月 ISBN 978-4-523-26584-9 / 角川文庫 2020年10月 ISBN 978-4-041-09689-5）「ラビットボールの切断」
- 『本格王2019』（講談社文庫 2019年7月 ISBN 978-4-06-516491-4）「ちびまんとジャンボ」
- 『超短編！ 大どんでん返し』（小学館文庫 2021年2月 ISBN 978-4-09-406883-2）「首の皮一枚」
- 『あなたも名探偵』（東京創元社 2021年2月 ISBN 978-4-488-02833-6 / 創元推理文庫 2025年1月 ISBN 978-4-488-40066-8）「尻の青い死体」
- 『現代の小説2021 短篇ベストコレクション』（小学館文庫 2021年11月 ISBN 978-4-094-07086-6）「隣の部屋の女」
- 『陥穽の円舞曲 最新ベスト・ミステリー』（光文社 2022年11月 ISBN 978-4-334-91498-1）「死体の中の死体」
- 『斬新 THE どんでん返し』（双葉文庫 2023年4月 ISBN 978-4-575-52657-8）「人喰館の殺人」
- 『Jミステリー2023 SPRING』（光文社文庫 2023年4月 ISBN 978-4-334-79519-1）「大きな手の悪魔」
- 『本格王2023』（講談社文庫 2023年6月 ISBN 978-4-06-531938-3）「モーティリアンの手首」
- 『これが最後の仕事になる』（講談社 2024年8月 ISBN 978-4-06-535675-3）「事故をつくる男」
- 『有栖川有栖に捧げる七つの謎』（文春文庫 2024年11月 ISBN 978-4-16-792297-9）「ブラックミラー」
- 『もの語る一手』（講談社 2025年4月 ISBN 978-4-06-538954-6）「誰も読めない」
- 『ひとひら怪談 森にしずみ 水にすむ』（二見書房 2025年4月 ISBN 978-4-576-25039-7）「ヘリウム」「君よ胃酸の河を渉れ」「セックスとヒューマニズム」「夢でよかった」「たとえ出会いが水商売でも」
- 『新しい法律ができた』（講談社 2025年5月 ISBN 978-4-06-539432-8）「ぜんぶミステリのせい」
- 『本格王2025』（講談社文庫 2025年6月 ISBN 978-4-06-539848-7）「誰も読めない」

### 雑誌掲載作品
小説
- 料理には向かない少女 - 『小説宝石』2015年12月号 掲載
- ミミズ人間と青春のための殺人（前編） - 『月刊ジェイ・ノベル』2017年1月号 掲載
- ミミズ人間と青春のための殺人（後編） - 『月刊ジェイ・ノベル』2017年2月号 掲載
- 教室に馴染まない少女 - 『小説宝石』2017年3月号 掲載
- ちびまんとジャンボ - 『小説宝石』2018年12月号 掲載
- 首の皮一枚 - 『STORY BOX』2019年4月号 掲載
- 隣の部屋の女 - 『小説宝石』2020年2月号 掲載
- 尻の青い死体【問題編】 - 『ミステリーズ！』vol.101 JUNE 2020 掲載
- 尻の青い死体【解答編】 - 『ミステリーズ！』vol.102 AUGUST 2020 掲載
- げろがげり、げりがげろ - 『小説宝石』2020年11月号 掲載
- ディティクティブ・オーバードーズ - 『ジャーロ』No.74 2021 JANUARY 掲載
- 人喰館の殺人 - 『小説推理』2021年8月号 掲載
- 奈々子の中で死んだ男 - 『ジャーロ』No.80 2022 JANUARY 掲載
- モーティリアンの手首 - 『ジャーロ』No.85 2022 NOVEMBER 掲載
- 刳り抜かれた死体 - 『THE FORWARD』Vol.6 掲載
- 「DETECTIVE FICTION」縛られた男 - 『STORY BOX』2023年11月号 掲載
- 最初の事件 - 『ジャーロ』No.92 2024 JANUARY 掲載
- 眼球は水の中 - 『紙魚の手帖』vol.15 FEBRUARY 2024 掲載
- 「DETECTIVE FICTION」そして誰もいなくならないためのたったひとつの冴えたやりかた - 『STORY BOX』2024年5月号 掲載
- ブラックミラー - 『別冊文藝春秋』No.55 2024年5月号 掲載
- 誰も読めない - 『小説現代』2024年11月号 掲載
- 「DETECTIVE FICTION」ディテクティブ・コスモス 前編 - 『STORY BOX』2024年12月号 掲載
- 「DETECTIVE FICTION」ディテクティブ・コスモス 後編 - 『STORY BOX』2025年5月号 掲載

エッセイ
- 私の〇〇ベスト3 - 『月刊ジェイ・ノベル』2016年5月号 掲載
- 教室と大量殺人 - 『小説宝石』2018年2月号 掲載
- 特別料理 - 『小説すばる』2018年2月号 掲載
- ある夜に - 『小説すばる』2018年6月号 掲載

### 対談
- シークレット 綾辻行人ミステリ対談集in京都（光文社 2020年9月 ISBN 978-4-334-95198-6）
- 新世代ミステリ作家探訪 旋風編（光文社 2023年11月 ISBN 978-4-334-10137-4）